# 技術研究本部
技術研究本部（ぎじゅつけんきゅうほんぶ、英語：Technical Research and Development Institute、略称：TRDI）は、かつて防衛省に置かれていた特別の機関のひとつである。略して技本（ぎほん）とも呼ばれる。　

## 概要
自衛隊の装備品等（装備品、船舶、航空機及び食糧その他の需品）についての技術的調査研究、考案、設計、試作及び試験並びに自衛隊において必要とされる事項についての科学的調査研究を行っていた。
防衛省本省並びに陸上自衛隊、海上自衛隊及び航空自衛隊が使用する車両、船舶、航空機、誘導武器などの兵器等、電子機器、防護服などの各種装備品の研究開発を一元的に行っていた機関。陸上、船舶、航空機及び誘導武器担当の4技術開発官が置かれ、研究と試作品の評価は装備別の4研究所とセンターが行っていた。
その他に4試験場と3支所を有していた。岐阜試験場ではBK117ヘリコプター2機保有していた。
F-2戦闘機や10式戦車、P-1固定翼哨戒機などの多くの国産装備品の研究開発を担当してきた。末期には、ミサイル防衛に関する日米共同技術研究やXC-2次期輸送機、X-2先進技術実証機などのプロジェクトが実施されている。
予算は、人件費81億円、歳出化経費710億円、一般物件費257億円の計1,047億円で、新規後年度負担は1,039億円、装備品試作など物件費1,296億円である。人員は、事務官・技官等820人、自衛官273人が所属していた。
2015年6月10日に成立した防衛省設置法の一部を改正する法律に基づき、装備施設本部とともに防衛装備庁へ発展改組の形で統合され、廃止された。

## 沿革
- 1952年8月 - 保安庁技術研究所として江東区深川越中島において発足
- 1954年7月 - 防衛庁技術研究所と改称
- 1955年9月 - 三宿地区に移転[1]
- 1956年7月 - 陸上自衛隊初のロケット「TMA=0」の試験を王城寺原演習場にて実施
- 1958年5月 - 防衛庁技術研究本部と改称
- 2000年3月 - 市ヶ谷地区に移転
- 2006年7月 - 大幅な組織改編を実施

第1～第4研究所は艦艇装備・電子装備・航空装備・陸上装備研究所へと名称を変更し、第5研究所は艦艇装備研究所の久里浜地区となったほか、先進技術推進センターが新設された
- 2014年3月 - 土浦試験場を廃止し、航空装備研究所土浦支所に改編
- 2015年10月1日 - 防衛装備庁発足に伴い廃止

## 廃止時の組織編成
- 総務部
  - 総務課
  - 会計課
- 技術企画部
  - 企画課
  - 技術情報課
- 事業監理部
  - 管理課
  - 計画官
- 研究開発評価官
- 技術開発官（陸上担当、自衛官(陸将)）
- 技術開発官（船舶担当、自衛官(海将)）
- 技術開発官（航空機担当、自衛官(空将)）
- 技術開発官（誘導武器担当、技官）
  - 航空装備研究所（防衛省東立川地区）

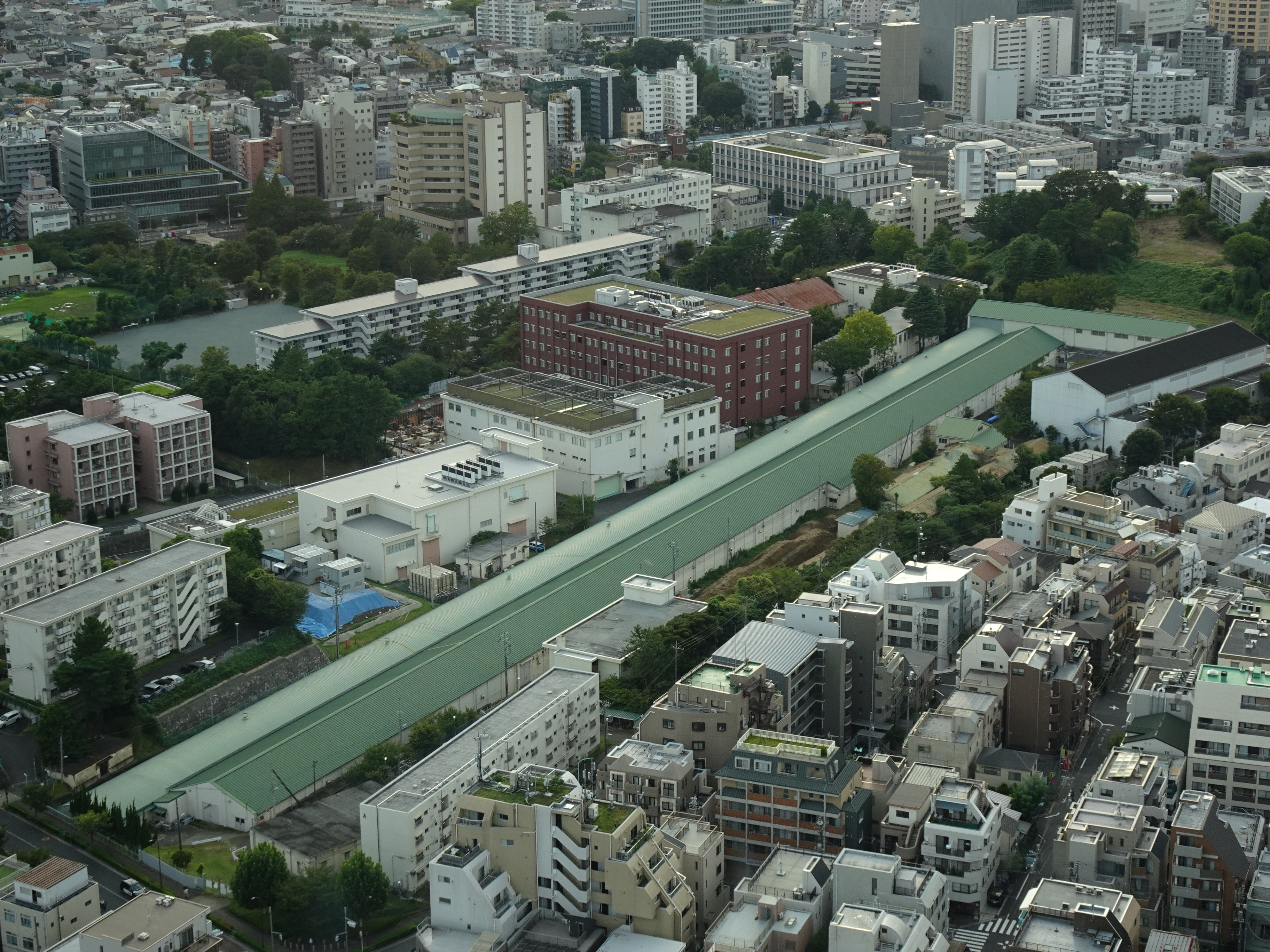
艦艇装備研究所（目黒地区）

    - 土浦支所（茨城県稲敷郡阿見町。旧土浦試験場）
    - 新島支所（東京都新島村。旧新島試験場）

  - 陸上装備研究所（神奈川県相模原市中央区）
  - 艦艇装備研究所（防衛省目黒地区）
    - 久里浜地区（神奈川県横須賀市。海上試験室、探知技術研究部）
    - 川崎支所（神奈川県川崎市宮前区）

  - 電子装備研究所（防衛省三宿地区）
    - 飯岡支所（千葉県旭市）

  - 先進技術推進センター（防衛省三宿地区）
    - 目黒地区（防衛省目黒地区）

  - 札幌試験場（北海道千歳市）
  - 下北試験場（青森県下北郡東通村）
  - 岐阜試験場（航空自衛隊岐阜基地）
- 技術顧問（12人以内）

| 代                                                              | 氏名               | 在任期間                | 出身校・期         | 前職                                                   | 後職                                         |
| 保安庁技術研究所長                                              | 保安庁技術研究所長 | 保安庁技術研究所長      | 保安庁技術研究所長 | 保安庁技術研究所長                                     | 保安庁技術研究所長                           |
| --------------------------------------------------------------- | ------------------ | ----------------------- | ------------------ | ------------------------------------------------------ | -------------------------------------------- |
| 事取                                                            | 増原惠吉           | 1952.11.15 - 1953.3.28  | 内務省             | 保安庁次長として保安庁技術研究所長事務取扱             | 保安庁次長として保安庁技術研究所長事務取扱   |
| 01                                                              | 鈴木桃太郎         | 1953.3.28 - 1954.6.30   | 東京帝国大学       | 元・東京都立女子専門学校長                             | 防衛庁技術研究所長                           |
| 防衛庁技術研究所長（官職：防衛庁技官）                          |                    |                         |                    |                                                        |                                              |
| 01                                                              | 鈴木桃太郎         | 1954.7.1 - 1955.2.5     | 東京帝国大学       | 保安庁技術研究所長                                     | 防衛大学校副校長兼教授                       |
| 事取                                                            | 久保亀夫           | 1955.2.5 - 1955.9.16    | 東京帝国大学       | 防衛庁参事官として防衛庁技術研究所長事務取扱           | 防衛庁参事官として防衛庁技術研究所長事務取扱 |
| 02                                                              | 青山秀三郎         | 1955.9.16 - 1958.5.23   | 東京帝国大学       | 元・東京大学工学部長（1954.3.31まで） 東京大学名誉教授 | 技術研究本部長                               |
| （防衛庁/防衛省）技術研究本部長（官職：防衛庁技官（防衛技官）） |                    |                         |                    |                                                        |                                              |
| 01                                                              | 青山秀三郎         | 1958.5.23 - 1962.5.8    | 東京帝国大学       | 防衛庁技術研究所長                                     | 退職                                         |
| 02                                                              | 守屋富次郎         | 1962.5.8 - 1970.10.1    | 東京帝国大学       | 防衛大学校教授                                         | 退職                                         |
| 03                                                              | 堀夷               | 1970.10.1 - 1978.6.1    | 東京帝国大学       | 元・技術研究本部第5研究所長 （1964.3.31まで）          | 退職                                         |
| 04                                                              | 大森幸衛           | 1978.6.1 - 1985.3.16    | 名古屋大学         | 元・技術研究本部第3研究所長 （1978.1.20まで）          | 退職                                         |
| 05                                                              | 山下徹             | 1985.3.16 - 1987.10.27  | 名古屋大学         | 元・技術研究本部第1研究所長 （1983.12.16まで）         | 退職                                         |
| 06                                                              | 筒井良三           | 1987.10.27 - 1990.11.13 | 東京大学           | 防衛庁参事官                                           | 退職                                         |
| 07                                                              | 鈴木輝雄           | 1990.11.13 - 1992.12.15 | 東京大学           | 防衛庁参事官                                           | 退職                                         |
| 08                                                              | 上原祥雄           | 1992.12.15 - 1994.12.15 | 東京大学           | 防衛庁参事官                                           | 退職                                         |
| 09                                                              | 太田眞弘           | 1994.12.15 - 1997.12.16 | 東京大学           | 防衛庁参事官                                           | 退職                                         |
| 10                                                              | 別府信宏           | 1997.12.16 - 2001.7.10  | 東京大学           | 防衛庁参事官                                           | 退職                                         |
| 11                                                              | 青山謹也           | 2001.7.10 - 2004.4.1    | 京都大学           | 防衛庁防衛参事官                                       | 退職                                         |
| 12                                                              | 安江正宏           | 2004.4.1 - 2008.3.24    | MIT                | 防衛庁防衛参事官                                       | 退職                                         |
| 13                                                              | 佐々木達郎         | 2008.3.24 - 2011.8.15   | 日本大学           | 防衛省大臣官房技術監                                   | 退職                                         |
| 14                                                              | 秋山義孝           | 2011.8.15 - 2013.9.10   | 東京大学工学部     | 防衛省大臣官房技術監                                   | 退職                                         |
| 15                                                              | 渡辺秀明           | 2013.9.10 - 2015.9.30   | 慶應義塾大学       | 防衛省大臣官房技術監                                   | 防衛装備庁長官                               |

### 海外の類似機関
- 国防高等研究計画局 - アメリカ合衆国